# أليس بلانشرد
أليس بلانشرد (بالإنجليزية: Alice Blanchard)‏ (1959، ميدلتاون في الولايات المتحدة)؛ كاتِبة وروائية أمريكية. درست في جامعة هارفارد.

## روابط خارجية
- أليس بلانشرد على موقع ميوزك برينز (الإنجليزية)